# A félelmek iskolája 2. – Beépülve
A félelmek iskolája 2. – Beépülve (eredeti cím: The Substitute 2: School's Out) 1998-ban közvetlenül DVD-re kiadott bűnügyi akcióthriller, melyet Steven Pearl rendezett. A főszerepben Treat Williams látható. Az 1996-os A félelmek iskolája folytatása, de annak cselekményéhez csak lazán kapcsolódik.
Az Amerikai Egyesült Államokban 1998. augusztus 1-jén jelent meg. Williams főszereplésével két további folytatás követte: A félelmek iskolája 3. – Dupla vagy semmi (1999) és A félelmek iskolája 4. – A vér kötelez  (2001).

## Cselekmény
Randall Thomassont, egy rosszhírű iskolában dolgozó tanárt agyonlövik az utcán, miközben egy autórablást próbál megakadályozni. Bátyja, Karl, a nyugalmazott zsoldos részt vesz a temetésén. Itt találkozik tizenéves unokahúgával és próbál összebarátkozni vele, bár a lány neheztel rá, amiért sosem lépett kapcsolatba apjával.
Karl úgy dönt, megkeresi bátyja gyilkosát és új kolléganője, Kara segítségével pedagógusként helyezkedik el az iskolában. Maga mellé fogadja bajtársát, az előző részben megismert Joey Six-t, valamint az iskola fegyvermániás vietnámi veterán karbantartóját, Dontae-t. Végül kiderítik, hogy a gyilkosság mögött az autószerelést tanító Warren Drummond áll. Warren a tanintézményben néhány diákkal együtt lopott járművekre specializálódó szerelőműhelyt üzemeltet. Miután a tanár végez az útjában álló Karával is (akihez Karlt gyengéd szálak fűzték), egy iskolai lövöldözés után Karl egy műhelygyakorlaton vonja felelősségre a férfit. Verekedésükből Karl kerül ki győztesen, végezve a bátyja elleni gyilkosságot elrendelő Warrennel.

## Szereplők
- Treat Williams – Karl Thomasson (magyar hangja Széles Tamás)[1]
- BD Wong – Warren Drummond
- Angel David – Joey 'Six'
- Michael Michele – Kara LaVelle
- Larry Gilliard Jr. – Dontae
- Susan May Pratt – Anya Thomasson
- Edoardo Ballerini – Danny Bramson
- Daryl Edwards – Jonathan Bartee
- Paul Lazar – Mack Weathers
- Eugene Byrd – Mace
- Guru – 'Little B'
- Christopher Cousins – Randall Thomasson
- Chuck Jeffreys – Willy

## Fogadtatás
A Rotten Tomatoes-on a film hét kritikus véleménye alapján 0%-os értékelésen áll.
A The Action Elite kritikája szerint az első részhez képest hiányoznak az izgalmas akciójelenetek, érződik az alacsonyabb költségvetés és kifejezetten felejthető film lett. BD Wongot szórakoztató gonosztevőnek tartotta, de Treat Williamst nem érezte hitelesnek egy rettenthetetlen zsoldos szerepében.

## Fordítás
- Ez a szócikk részben vagy egészben  a   The Substitute 2: School's Out című angol Wikipédia-szócikk ezen változatának fordításán alapul.  Az eredeti cikk szerkesztőit annak laptörténete sorolja fel. Ez a jelzés csupán a megfogalmazás eredetét és a szerzői jogokat jelzi, nem szolgál a cikkben szereplő információk forrásmegjelöléseként.